# Hinzuanius flaviventris
Hinzuanius flaviventris – gatunek kosarza z podrzędu Laniatores i rodziny Biantidae.

## Występowanie
Gatunek jest endemitem wyspy Sokotra.